# Loch Maree
Loch Maree ist ein Süßwassersee in Wester Ross, in den Northwest Highlands von Schottland. Der See liegt in der Council Area Highland und ist mit einer Fläche von 28 km² der flächenmäßig viertgrößte See Schottlands.

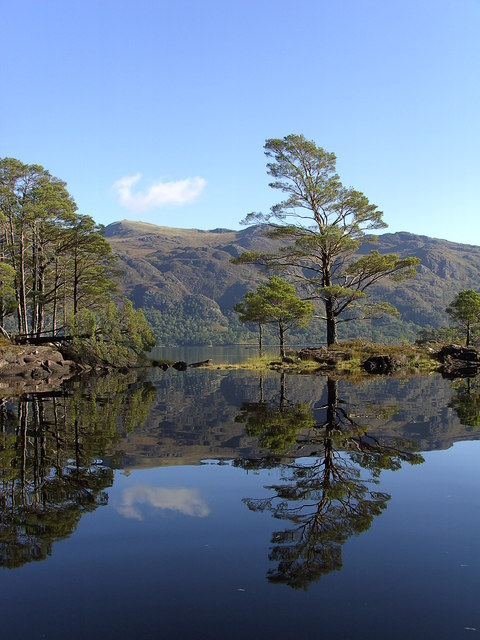
Maree Rhuairidh Insel im Loch Maree

Loch Maree hat die typisch langgezogene Form eines in der Eiszeit durch Gletscher entstandenen Sees. Er ist circa 20 km lang, aber weniger als vier Kilometer breit. Auf dem See gibt es 25 kleinere und fünf größere, von Wald bewachsene Inseln. Eine davon ist Maree Island (Eilean Ma-rui'), auf der sich Überreste einer Kapelle, ein Coin tree, eine Heilige Quelle sowie ein Friedhof befinden. Hier lag die Eremitage von St. Maolrubha, der im Jahr 672 das Kloster Applecross gründete. Das Wasser des Sees soll heilende Kräfte besitzen. Überragt wird Loch Maree im Südosten von der breiten Felsmasse des 981 m hohen Slioch.
Wie Loch Ness hat dieser See auch sein eigenes Ungeheuer namens Muc-sheilch. Loch Maree wird als einer der schönsten Seen der Highlands angesehen. Aufgrund der Abgeschiedenheit wird es nur wenig von Touristen besucht. Am Südufer führt die A832 entlang.
Ebenfalls den Namen Loch Maree trägt im Fiordland-Nationalpark in Neuseeland ein See, der gleichfalls sehr abgeschieden am Dusky Track liegt.

## Belege
1. 1 2 3 4 5 6 7  Loch Maree: Informationen des UK Centre for Ecology and Hydrology
2. 1 2  Messung auf OpenStreetMap